# Charles Camarda
Charles Joseph Camarda (Nova Iorque, 8 de maio de 1952) é um astronauta norte-americano que foi ao espaço a bordo da missão STS-114 da NASA, no primeiro voo dos ônibus espaciais após a tragédia com a nave Columbia em 2003.
Camarda nasceu e cresceu no bairro de Queens, Nova Iorque, e formou-se em engenharia aeroespacial no Instituto Politécnico do Brooklyn, em 1974. Começou a trabalhar para a NASA como cientista pesquisador no centro de pesquisa da agência na Virgínia, onde participou do desenvolvimento de vários componentes do ônibus espacial.
Falando de seu interesse em voos espaciais desde criança, Carmada disse “em minha juventude, os voos espaciais eram algo novo e intrigante. Era natural para mim e para as crianças americanas querer ser um astronauta, sonhar em ser um astronauta”.
Após vinte anos de trabalho em pesquisas na NASA, em diversas tecnologias e aplicativos para o ônibus espacial, Carmada ficou próximo de seu sonho de infância ao ser designado como especialista de missão, em 1996. Depois de servir como astronauta-reserva da Expedição 8 que habitou a Estação Espacial Internacional de outubro de 2003 a abril de 2004, ele foi ao espaço como integrante da tripulação da missão STS-114, na nave Discovery, em 26 de julho de 2005.